# Aricia discojuncta
Aricia discojuncta är en fjärilsart som beskrevs av Barend J. Lempke 1955. Aricia discojuncta ingår i släktet Aricia och familjen juvelvingar. Inga underarter finns listade i Catalogue of Life.